# 因果集合
因果集合 (causal sets)  プログラムは量子重力へのアプローチの一つである。これは、時空は本質的に離散的であり時空の事象はすべて半順序によって関連しているという仮定に基づいている。この半順序は時空の事象間の因果関係という物理的意味を持っている。

## 概要
このプログラムはen:David Malamentによる定理に基づいている。この定理は、もしそれらの因果構造を保存する二つの過去と未来が区別可能な時空の間の全単射写像があるならば、その写像は等角同型であることを述べている。未定の共形因子は時空における体積と関係する。この体積因子は時空の各点の体積要素を規定することにより、正しい値を推定することができる。そのとき、時空領域の体積はその領域内の点の数を数えることにより見出すことができるであろう。
因果集合はen:Rafael Sorkinによって創始された。彼はこのプログラムの主要な推進者であり続けている。彼は上述の議論を特徴付けるために、"順序 + 数 = 幾何"というスローガンを作った。このプログラムは、時空は局所ローレンツ不変性を保つ一方で根本的に離散的であるような理論を与える。

## 定義
因果集合 (causal set または causet) は、半順序関係 {\displaystyle \preceq }を持つ集合{\displaystyle C}、すなわち 
- 反射：すべての{\displaystyle x\in C}について、{\displaystyle x\preceq x}が成立する。
- 反対称：すべての{\displaystyle x,y\in C}について、{\displaystyle x\preceq y\preceq x\implies x=y}が成立する。
- 推移関係：すべての{\displaystyle x,y,z\in C}について、{\displaystyle x\preceq y\preceq z}ならば{\displaystyle x\preceq z}が成立する。
- 局所有限：すべての{\displaystyle x,z\in C}について、card{\displaystyle (\{y\in C|x\preceq y\preceq z\})<\infty }が成立する。

ここで、card({\displaystyle A}) は集合{\displaystyle A}の濃度 (cardinality) を表す。以後、{\displaystyle x\preceq y} かつ {\displaystyle x\neq y}ならば、{\displaystyle x\prec y}と書く。
集合{\displaystyle C}は時空の事象の集合を表し、順序関係{\displaystyle \preceq }は事象間の因果関係を表す。（ローレンツ多様体における類似の概念については因果構造も参照のこと。）
この定義は反射的な順序関係の慣習に基づくが、非反射的な順序関係の慣習を選ぶこともできる。（閉じた因果曲線のない）ローレンツ多様体の因果関係は最初の三つの条件を満たす。局所有限条件は時空の離散性を導く。

## 連続体との比較
ある因果集合が与えられたとき、それをローレンツ多様体に埋め込むことができるであろうか。埋め込みとは、因果集合の要素を因果集合の順序関係が多様体の因果順序に適合するように多様体の中に入れる写像である。しかしながら、埋め込みが適切である前にさらなる基準が求められる。もし、平均として、多様体のある領域に写像される因果集合要素の数がその領域の体積と比例するなら、その埋め込みは忠実である (faithful) と言われる。この場合、その因果集合は'多様体様 (manifold-like) 'であると見なすことができる。
因果集合プログラムへの中心的な予想は、同じ因果集合は大きなスケールで類似していない二つの時空へ忠実に埋め込むことはできないというものである。これは'基本予想' (fundamental conjecture) を意味する hauptvermutung と呼ばれる。二つの時空が'大きなスケールで類似する'ときを決定するのが困難なため、この予想を厳密に定義することは困難である。
時空を因果集合としてモデル化することは、われわれの関心をこのような'多様体様'の因果集合に制限することを要求するだろう。

### まき散らし

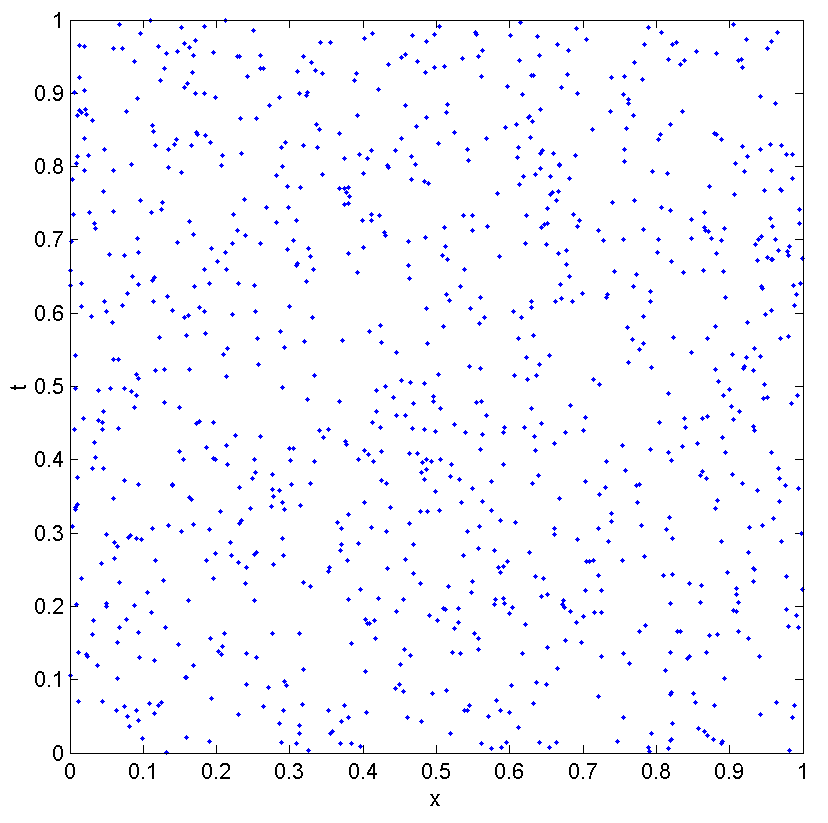
1+1次元内の1000個のまき散らされた点のプロット

ある因果集合をある多様体に埋め込むことができるかどうかを決定することの困難には逆方向からアプローチすることができる。ローレンツ多様体上へまき散らした点によって因果集合を作ることができる。その時空領域の体積に比例する数の点をまき散らし、それらの点の間の順序関係を誘導するために多様体上の因果順序関係を用いることによって、（構成によって）その多様体に忠実に埋め込むことのできる因果集合を生成することができる。
ローレンツ不変性を保つために、これらの点はポアソン過程を用いてランダムにまき散らされなければならない。このように、{\displaystyle n}個の点を体積{\displaystyle V}の領域上まき散らす確率は
{\displaystyle P(n)={\frac {(\rho V)^{n}e^{-\rho V}}{n!}}}
である。ここで、{\displaystyle \rho }はまき散らしの密度である。
ある正則格子上への点のまき散らしでは、点の数とその領域の体積の比例関係は保たれないであろう。

## 幾何学
多様体におけるいくつかの幾何的な構成を因果集合に適用することができる。これらを定義したとき、因果集合が埋め込まれる可能性のある背景のどの時空にも基礎をおくのではなく、因果集合自身のみに基礎をおくことに注意が必要である。これらの構成の概要は脚注を参照のこと。

### 測地線

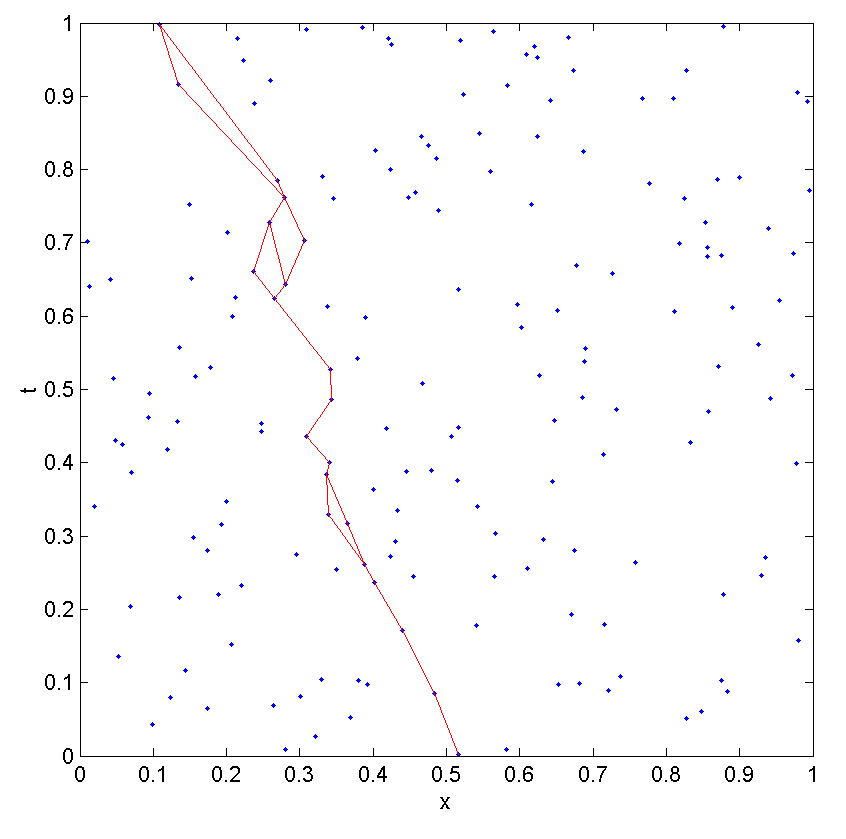
1+1次元にまき散らされた180個の点の因果集合内の二点間の測地線のプロット

ある因果集合内のリンク (link) とは、{\displaystyle x\prec y}となる一対の要素{\displaystyle x,y\in C\,\!}で、{\displaystyle x\prec z\prec y}となる{\displaystyle z\in C\,\!}は持たない。
チェーン (chain) とは、{\displaystyle i=0,\ldots ,n-1}について{\displaystyle x_{i}\prec x_{i+1}}となる要素の列{\displaystyle x_{0},x_{1},\ldots ,x_{n}}である。チェーンの長さ{\displaystyle n}は使われた関係の数である。
これは二つの因果集合要素の間の測地線を定義するために用いることができる。二つの要素{\displaystyle x,y\in C}間の測地線は次の条件を持つリンクのみで構成されたチェーンである：
1. {\displaystyle x_{0}=x\,\!}および{\displaystyle x_{n}=y\,\!}
2. チェーンの長さ{\displaystyle n}は{\displaystyle x\,}から{\displaystyle y\,}へのチェーン全体にわたる最大.

一般的には、二つの要素の間に一つ以上の測地線が存在する。
Myrheimは、そのような測地線の長さは二つの時空点を結ぶある時間的測地線に沿った固有時に直接比例するべきであることを最初に示唆した。平坦な時空にまき散らされて生成された因果集合を用いて、この予想の検証がなされている。この比例関係が成立することは示され続けてきており、曲がった時空にまき散らされた因果集合でも同様に成り立つことが予想されている。

### 次元推定
ある因果集合の多様体次元を推定するための多くの研究がなされている。これには、忠実に埋め込むことのできる多様体の次元を与えることを目的としている因果構造を用いるアルゴリズムを含む。 このアルゴリズムは今までのところ、因果集合を忠実に埋め込むことのできるミンコフスキー時空の次元を見つけることに基づいて開発されている。
- Myrheim-Meyer次元

このアプローチは、{\displaystyle d}-次元ミンコフスキー時空にまき散らされた因果構造内に存在する{\displaystyle k}-長のチェーンの数の推定に基づいている。次に、因果構造内の{\displaystyle k}-長のチェーンの数を数えることで、{\displaystyle d}について推定することができる。
- 中点スケーリング次元

このアプローチは、ミンコフスキー時空内の二点間の固有時とその二点間の時空間隔の体積との関係に基づいている。（固有時を推定するために）二点{\displaystyle x\,}と{\displaystyle y\,}の間の最大チェーン長を計算し、（時空間隔の体積を推定するために）{\displaystyle x\prec z\prec y}となる要素{\displaystyle z\,}の数を数えることで、時空の次元を計算することができる。
これらの推定方法は{\displaystyle d}-次元ミンコフスキー空間へ高密度でまき散らされることで生成された因果集合の正しい次元を与えるべきである。共形平坦な時空における検証は、これら二つの方法が正確であることを示している。

## 動力学
因果集合の正しい動力学を開発する課題が進行中である。これらは、どの因果集合が物理的に現実的な時空に一致するかを決定する規則の集合を与えるであろう。因果集合動力学を開発する最も有名なアプローチは量子力学の歴史の和 (sum-over-histories) による立場に基づいている。このアプローチは、因果集合の一要素を同時に成長 (growing) させることによって"因果集合の和 (sum-over-causal sets) "を実行しうる。各要素は量子力学の規則に従って足し合わされ、干渉は大きな多様体様の時空がその貢献に最も重要であることを確かにするであろう。当面のところ最も良い動力学モデルは各要素が確率に従って足し合わせられる古典モデルである。このモデルはDavid Rideoutとen:Rafael Sorkinによるもので、古典逐次成長力学 (classical sequential growth : CSG) 動力学として知られている。古典逐次成長力学モデルは新しい要素を次々と足し合わせていくことで因果集合を生成する方法である。新しい要素をどのように足し合わせていくかの規則が規定されており、モデルのパラメータに依存して異なる因果集合を生じる。